# Tex Murphy
Tex Murphy ist die Hauptfigur einer nach ihm benannten sechsteiligen Computerspielreihe von Access Software. Die Figur wurde von Chris Jones gespielt. Er ist Privatdetektiv im zukünftigen San Francisco.

## Tex Murphys Welt
Nach dem Dritten Weltkrieg 1998 sind immer noch hohe Dosen Radioaktivität vorhanden, manche Bewohner mutierten, während andere immun waren bzw. der höheren Gesellschaftsschicht angehörten und so der Strahlung an einen anderen Ort entfliehen konnten. Einige Sehenswürdigkeiten sind erhalten geblieben, wie etwa die Golden Gate Bridge, der Coit Tower und Alcatraz, die auch Schauplätze der Spiele sind. Tex wohnt in Old San Francisco, einem noch nicht komplett wiederaufgebauten Stadtteil, der überwiegend von Mutanten bewohnt wird. Die ethnische Spaltung der Menschen in Mutanten und Nicht-Mutanten führt zu Rassismus und ist auch Bestandteil der Erzählungen. Technisch gesehen ist das Leben zwiespältig: Während zum Teil noch „veraltete“ Geräte verwendet werden (etwa Magnetkarten) sind auch neuere Technologien vertreten (etwa fliegende Automobile), was zum Teil stark an den Film Blade Runner erinnert. Die düstere Atmosphäre wird geprägt durch das Ausgehverbot tagsüber, die zum Teil verwahrlosten Schauplätze wie auch den von der Radioaktivität rot gefärbten Himmel.

## Die Figur
Der Privatdetektiv Tex Murphy wurde am 4. März 2004 geboren und entschied sich mit fünf Jahren, nachdem er den Film Der Malteser Falke gesehen hatte, Privatdetektiv zu werden. 2023 zieht er schließlich nach San Francisco. Ganz in der Tradition der „hard-boiled“-Detektive wie Sam Spade, Philip Marlowe oder Lew Archer trägt auch Tex Murphy den obligatorischen Schlapphut und einen Trenchcoat. Angelehnt an diese Figuren sind auch seine Moralvorstellungen (wie etwa der Kompromiss aus ethischen Regeln und Geld – Korruption), sein Handeln (Gewalt an manchen Stellen der Problemlösung) und seine Schlagfertigkeit und Wortwitz. Auch Detektivelemente aus den 1930er Jahren werden Tex an die Hand gegeben: sein Hang zu Bourbon und Zigaretten. Eine weitere Anlehnung ist Tex’ Wohnort, die Chandler Avenue. 2032 erhält er seine Lizenz, um als Privatdetektiv zu ermitteln, seine Fälle finden zwischen 2037 und 2043 statt, in dem Jahr, in dem auch die Geschichten enden. Zu diesem Zeitpunkt war Tex einmal unglücklich verheiratet. Aus der Ehe gingen keine Kinder hervor.

## Die Spiele
Die Spiele gehören zum Adventure-Genre.

### Mean Streets (1989)
Dr. Carl Linsky sprang von der Golden Gate Bridge. Offizielle Todesursache: Selbstmord, Fall geschlossen. Doch seine Tochter Sylvia Linsky glaubt, dass ein Verbrechen dahinter steckt, und heuert Tex Murphy an, die wirklichen Beweggründe zu untersuchen. Während seiner Ermittlung findet Tex heraus, dass mehrere Wissenschaftler, die mit Dr. Linsky zusammenarbeiteten, ebenfalls tot sind. Es kommt heraus, dass Dr. Linsky für Gideon Enterprise arbeitete, einer Firma für elektronische Überwachung. Zudem hatte er eine hohe Lebensversicherung abgeschlossen. Steckt nun Gideon Enterprise hinter seinem Tod oder will Sylivia nur an das Geld kommen? Der Fall spielt 2037.

### Martian Memorandum (1991)
Der Gründer der TerraForm Cooperation, Marshall Alexander, findet heraus, dass seine Tochter entführt wurde, und beauftragt Tex, sie wiederzufinden. Tex reist auf den Mars, wo er etwas über ein mysteriöses Artefakt in Erfahrung bringt, von dem niemand etwas wissen sollte. Es handelt sich um einen Stein, den sogenannten Oracle Stone (Orakelstein), der seinem Besitzer uneingeschränkte Macht geben soll. Tex muss den Oracle Stone zudem noch von dem Wissenschaftler Thomas Dangerfield fernhalten, da dieser ihn für seine Zwecke nutzen will. Der Fall spielt 2039.

### Under a Killing Moon (1994)
Tex soll einen Raubüberfall auf die Pfandleihe eines seiner Nachbarn, Rook Garner, untersuchen. Doch man merkt schon, dass mehr dahintersteckt. Nachdem der Räuber zur Strecke gebracht wurde, wird Tex von einer wohlhabenden Frau angeheuert eine verlorene Vogelstatue aus Familienbesitz wieder zu beschaffen, die extrem selten und teuer sein soll. Doch Tex findet heraus, dass es mehr als eine einfache Statue ist. Eine Gruppe will mit der Statue die Bevölkerung der Erde auslöschen, um eine neue Menschheit zu etablieren, die genetisch „rein“ ist. Es gibt nur einen Weg sie zu stoppen, und diesen muss Tex herausfinden. Der Fall spielt 2042.
Das Spiel ist ein sogenanntes Interactive Movie. Man bewegt sich in einer gerenderten 3D-Umgebung, während zu sehende Personen oder Filmsequenzen real aufgenommene Personen sind. Somit kann man sich frei in Räumen bewegen, Dinge untersuchen, aufnehmen und benutzen sowie Puzzles lösen. Eine Anzahl von bekannten Schauspielern wurden für Dialoge und Filmsequenzen engagiert: Margot Kidder, Brian Keith, und Russell Means.
Auf vier CD-ROMs erschienen umfasste das Datenmaterial 2,3 GB und konnte auf einem 386 DX-25MHz CPU mit 4 MB RAM und einer SVGA-Grafikkarte gespielt werden.
Under a Killing Moon bildete den Höhepunkt der Reihe. das Spiel erhielt zahlreiche Auszeichnungen von Computerspiel-Zeitschriften rund um den Globus, sowie insgesamt gute Kritiken:
- „Best Cinema-Graphic Adventure Game“ - AWARD Strategy Plus
- „Best Interactive Film for 1995“ - The Academy of Interactive Arts and Sciences
- „Four Stars“ (of four). Top 100 CD-ROMs of 1994 - PC Magazine

### The Pandora Directive (1996)
In Deutschland unter dem Titel Die Pandora Akte erschienen.
Der neue Auftraggeber, Gordon Fitzpatrick, will einen alten Freund, Dr. Thomas Malloy, wiederfinden und beauftragt dafür Tex Murphy. Was zuerst wie ein simpler Fall aussieht führt zu weiteren Konsequenzen. Fitzpatrick und Malloy arbeiteten früher zusammen in Roswell und untersuchten das dort 1943 abgestürzte UFO. Auch die NSA ist an Malloy interessiert, zudem taucht noch dessen Tochter, Regan Madsen, auf. Was wirklich in Roswell geschah, und warum alle an Dr. Malloy herankommen möchten, gilt es herauszufinden. Der Fall spielt 2043.
Auch dieses Spiel bezeichnet sich wie sein Vorgänger als Interactive Movie und ist ähnlich aufgebaut wie Under a Killing Moon (siehe FMV). Auf sechs CD-ROMs erschienen umfasste das Datenmaterial ca. 3,5 GB und konnte auf einem 486/66 MHz CPU mit 8 MB RAM und einer SVGA-Grafikkarte gespielt werden.
Die Pandora Akte konnte an den Erfolg des Vorgängers anknüpfen, erhielt ebenfalls einige Auszeichnungen und durchwegs positive Kritiken.
- „Best PC Game of 1996“ - Ultra Game
- „Computer Game of the Year“ - Games Magazine
- „Best Adventure Game of 1996“ AWARD - PC game

Das englischsprachige Online-Fachmagazin Adventure Gamers setzte The Pandora Directive in seiner 2011 erschienenen Liste Top 100 All-Time Adventure Games auf Platz 9.

### Tex Murphy: Overseer (1998)
Overseer ist ein Remake, die Geschichte entspricht der von Mean Streets. Tex befindet sich im Jahre 2044 und erzählt nochmals seine Geschichte aus dem Jahr 2037. Das Gameplay wurde verbessert, wieder als Interactive Movie mit den gleichen Bestandteilen aus 3D-Umgebung und Filmsequenzen.
Auf fünf CD-ROMs erschienen umfasste das Datenmaterial ca. 2,9 GB und konnte auf einem Windows-95-Rechner mit 133 MHz, 16 MB RAM und einer Grafikkarte mit einer Auflösung von mindestens 640 × 480 Bildpunkten (2 MB) gespielt werden.
Overseer floppte auf dem Markt, kurze Zeit später wurde Access Software von Microsoft aufgekauft und die Pläne für eine Fortsetzung wurden erstmals gestoppt, obwohl der fünfte Teil in der Abschlusssequenz noch ein „Fortsetzung folgt“ zeigte.

### Tesla Effect: A Tex Murphy Adventure (2014)
Am 15. Mai 2012, rund 14 Jahre nach Overseer, startete das ursprüngliche Kernteam um Chris Jones die Wiederbelebung der Figur mit Hilfe einer Crowdfunding-Kampagne auf der Plattform Kickstarter. Der sechste Teil mit dem Arbeitstitel Project Fedora sollte dabei mit Hilfe seiner Fans durch Crowdfunding finanziert werden und die Geschichte nach Overseer fortführen. Die Finanzierung wurde am 7. Juni 2012 sichergestellt.
Am 10. Juli 2013 wurden erste Informationen auf einer Website veröffentlicht. Inhaltlich soll das neue Spiel den Cliffhanger aus Overseer wieder aufgreifen und von den Erfindungen des Physikers Nikola Tesla handeln.
Dieser Teil der Tex-Murphy-Reihe wurde am 7. Mai 2014 auf Steam und GOG.com veröffentlicht.

## Buchumsetzungen
Auf Basis der Computerspiele erschienen zwei Bücher. Allerdings sind beide Romane heute nur noch gebraucht zu kaufen.
- Die Pandora-Direktive von Aaron Conners, Goldmann Verlag, 1996, ISBN 3-442-23696-7
- Das Luzifer-Projekt von Aaron Conners, Goldmann Verlag, 1997, ISBN 3-442-25010-2